# Anti-Abschiebe-Industrie
Anti-Abschiebe-Industrie ist ein von dem CSU-Politiker Alexander Dobrindt geprägter Begriff. Er insinuiert, dass die Abschiebung von ausländischen Staatsbürgern ohne gegenwärtiges Bleiberecht mithilfe von Anwälten und Nichtregierungsorganisationen geschäftsmäßig hinausgezögert und erschwert werde, mit dem Ziel, in jedem Fall ein Bleiberecht oder jedenfalls eine Duldung – wenn auch nur temporär – zu ermöglichen. Da die Durchsetzbarkeit von Ausreisegeboten in der Zeit gehemmt ist, in der Widerspruch bzw. Klage erhoben wurden und im deutschen Recht verschiedenste Möglichkeiten bestehen, um staatliche Zwangsmaßnahmen zu verhindern, kann so selbst im Falle eines aussichtslosen Prozesses die Ausreise oftmals um Jahre hinausgezögert werden.
Der Begriff wurde 2018 zum Unwort des Jahres gewählt. Die Jury begründete ihre Entscheidung damit, dass der Begriff ein Anzeichen für die sich nach rechts verschiebende Diskussionskultur in Deutschland darstelle und falsche Assoziationen hervorrufe.